# Tercera División de México 1967-68
La Temporada 1967-68 de la Tercera División de México fue el primer torneo de la historia de esta categoría del fútbol mexicano, que en ese tiempo fungía como tercer escalón del sistema profesional. Se disputó entre los meses de julio de 1967 y febrero de 1968. El Club Deportivo Zapata fue el primer campeón de esta división.
Contó con la participación de 16 equipos que fueron considerados como los fundadores de la competencia, a partir de esta temporada, el campeón ascendería a la Segunda División, mientras que la Tercera recibiría al peor equipo de la competición superior.

## Formato de competencia
Los 16 equipos participantes fueron divididos en dos zonas de ocho clubes de acuerdo con su ubicación geográfica, los conjuntos se enfrentaron entre ellos en dos vueltas a lo largo de 14 jornadas. Posteriormente se presentó una segunda fase con el mismo formato siendo finalmente 28 jornadas de competición.
Los cuatro campeones de grupo se clasificaron a un grupo de campeonato, en el cual se determinó al ganador luego de seis jornadas en formato de  todos contra todos. El ganador fue ascendido a la Segunda División, al no existir una categoría inferior no existía el descenso.

## Equipos participantes
| Equipo                  | Ciudad                         | Estadio                     |
| ----------------------- | ------------------------------ | --------------------------- |
| A.D.O.                  | Orizaba, Veracruz              | Moctezuma                   |
| Cuautla                 | Cuautla, Morelos               | Isidro Gil Tapia            |
| Cuautitlán              | Cuautitlán, Estado de México   | Los Pinos                   |
| Chalco                  | Chalco, Estado de México       | Joaquín Iracheta            |
| Electra                 | Nuevo Necaxa, Puebla           | 14 de Diciembre             |
| Gutiérrez Zamora        | Gutiérrez Zamora, Veracruz     | Unidad Deportiva Municipal  |
| Iguala                  | Iguala, Guerrero               | Ambrosio Figueroa           |
| Las Brisas              | Acapulco, Guerrero             | Unidad Deportiva Acapulco   |
| Naucalpan               | Naucalpan, Estado de México    | Unidad Deportiva Cuauhtémoc |
| Querétaro               | Querétaro, Querétaro           | Municipal de Querétaro      |
| San Luis                | San Luis Potosí, S.L.P.        | Plan de San Luis            |
| San Marcos              | Aguascalientes, Aguascalientes | Municipal de Aguascalientes |
| Universidad de Puebla   | Puebla, Puebla                 | Ignacio Zaragoza            |
| UAEM                    | Toluca, Estado de México       | Universitario UAEM          |
| Universidad Veracruzana | Xalapa, Veracruz               | Antonio M. Quirasco         |
| Zapata                  | Zacatepec, Morelos             | Agustín Coruco Díaz         |

## Clasificación

### Primera Fase

#### Grupo 1
| Pos. | Equipo                | PJ | G | E | P  | GF | GC | Dif | Pts |
| ---- | --------------------- | -- | - | - | -- | -- | -- | --- | --- |
| 1.   | UAEM                  | 14 | 9 | 3 | 2  | 21 | 9  | +12 | 21  |
| 2.   | Universidad de Puebla | 14 | 7 | 4 | 2  | 21 | 13 | +8  | 19  |
| 3.   | Cuautitlán            | 14 | 7 | 3 | 4  | 21 | 19 | +2  | 17  |
| 4.   | Querétaro             | 14 | 6 | 4 | 4  | 15 | 12 | +3  | 16  |
| 5.   | San Marcos            | 13 | 3 | 6 | 4  | 18 | 19 | -1  | 12  |
| 6.   | A.D.O.                | 14 | 4 | 2 | 8  | 20 | 29 | -9  | 10  |
| 7.   | San Luis              | 13 | 2 | 5 | 6  | 14 | 19 | -t  | 9   |
| 8.   | Chalco                | 14 | 1 | 3 | 10 | 18 | 28 | -10 | 5   |

#### Grupo 2
| Pos. | Equipo                  | PJ | G | E | P | GF | GC | Dif | Pts |
| ---- | ----------------------- | -- | - | - | - | -- | -- | --- | --- |
| 1.   | Zapata                  | 14 | 9 | 2 | 3 | 28 | 16 | +12 | 20  |
| 2.   | Naucalpan               | 14 | 6 | 5 | 3 | 15 | 11 | +4  | 17  |
| 3.   | Cuautla                 | 14 | 6 | 4 | 4 | 26 | 15 | +11 | 16  |
| 4.   | Iguala                  | 14 | 6 | 4 | 4 | 19 | 13 | +5  | 16  |
| 5.   | Universidad Veracruzana | 14 | 6 | 1 | 7 | 17 | 22 | -5  | 13  |
| 6.   | Electra                 | 13 | 3 | 5 | 5 | 17 | 20 | -3  | 11  |
| 7.   | Gutiérrez Zamora        | 14 | 3 | 5 | 6 | 11 | 30 | -11 | 11  |
| 8.   | Las Brisas              | 13 | 1 | 4 | 8 | 14 | 20 | -6  | 6   |

     Clasificado al Grupo de Campeonato

### Segunda Fase

#### Grupo 1
| Pos. | Equipo                | PJ | G  | E | P | GF | GC | Dif | Pts |
| ---- | --------------------- | -- | -- | - | - | -- | -- | --- | --- |
| 1.   | Cuautitlán            | 14 | 9  | 4 | 1 | 31 | 15 | +16 | 22  |
| 2.   | Querétaro             | 14 | 10 | 1 | 3 | 31 | 16 | +15 | 21  |
| 3.   | Universidad de Puebla | 14 | 7  | 4 | 3 | 25 | 14 | +11 | 18  |
| 4.   | UAEM                  | 14 | 4  | 6 | 4 | 22 | 16 | +6  | 18  |
| 5.   | Chalco                | 14 | 6  | 1 | 7 | 22 | 28 | -6  | 13  |
| 6.   | San Marcos            | 14 | 3  | 4 | 7 | 21 | 27 | -6  | 10  |
| 7.   | A.D.O.                | 14 | 3  | 2 | 9 | 12 | 22 | -10 | 8   |
| 8.   | San Luis              | 14 | 0  | 6 | 8 | 14 | 30 | -16 | 6   |

#### Grupo 2
| Pos. | Equipo                  | PJ | G | E | P  | GF | GC | Dif | Pts |
| ---- | ----------------------- | -- | - | - | -- | -- | -- | --- | --- |
| 1.   | Cuautla                 | 14 | 9 | 4 | 1  | 39 | 13 | +16 | 22  |
| 2.   | Naucalpan               | 14 | 7 | 3 | 4  | 29 | 16 | +13 | 17  |
| 3.   | Zapata                  | 14 | 5 | 6 | 3  | 24 | 20 | +16 | 16  |
| 4.   | Las Brisas              | 14 | 4 | 6 | 4  | 22 | 31 | -11 | 14  |
| 5.   | Iguala                  | 14 | 3 | 7 | 4  | 20 | 23 | -3  | 13  |
| 6.   | Electra                 | 14 | 5 | 3 | 6  | 20 | 28 | -8  | 13  |
| 7.   | Universidad Veracruzana | 14 | 3 | 4 | 7  | 30 | 38 | -8  | 10  |
| 8.   | Gutiérrez Zamora        | 14 | 3 | 1 | 10 | 15 | 30 | -15 | 7   |

     Clasificado al Grupo de Campeonato

## Fase Final

### Clasificación
| Pos. | Equipo     | PJ | G | E | P | GF | GC | Dif | Pts |
| ---- | ---------- | -- | - | - | - | -- | -- | --- | --- |
| 1.   | Zapata     | 6  | 3 | 2 | 1 | 12 | 9  | +3  | 8   |
| 2.   | UAEM       | 6  | 3 | 1 | 2 | 9  | 6  | +3  | 7   |
| 3.   | Cuautitlán | 6  | 2 | 1 | 3 | 9  | 12 | -3  | 5   |
| 4.   | Cuautla    | 6  | 2 | 0 | 4 | 6  | 9  | -3  | 4   |

     Campeón del Torneo

### Resultados
| Local \ Visitante | Cua | Ctn | UEM | Zap |
| ----------------- | --- | --- | --- | --- |
| Cuautla           | —   | 1–0 | 1–2 | 1–2 |
| Cuautitlán        | 3–2 | —   | 2–1 | 2–2 |
| UAEM              | 0–1 | 2–0 | —   | 3–1 |
| Zapata            | 2–0 | 4–2 | 1–1 | —   |

| Campeón Tercera División 1967-68 |
| -------------------------------- |
|                                  |
| C. D. Zapata                     |
| 1° Título                        |
| Asciende a la Segunda División   |